# Ruslan Àuxev
Ruslan Sultànovitx Àuxev (en rus: Руслан Султанович Аушев), fou president d'Ingúixia des del març de 1993 fins a desembre de 2001. Nascut el 29 d'octubre de 1954 a Volodàrskoie, al Kazakhstan, el 1982 va rebre l'estrella d'or d'heroi de la Unió Soviètica.
Graduat a Ordjonikidze, l'actual Vladikavkaz, entre 1975 i 1982 fou comandant a la guerra de l'Afganistan, i el 1985 es graduà a l'Acadèmia Militar Frunze. Va tornar a l'Afganistan dirigint un regiment de combat, essent ferit el 16 d'octubre de 1986. Més tard fou membre de la Duma soviètica on durant dos anys participà en el Comitè d'Afers Militars. El 1993 Auxev fou l'únic candidat a les eleccions presidencials d'Ingúixia, després d'haver-ne gestionat uns mesos l'administració provisional. Guanyà la presidència el 28 de febrer de 1993, i fou reelegit el 1994 i el 1998. El 1993 fou també elegit membre del Consell Federal rus, càrrec que abandonà el 2003.
Auixev conduí exitosament la separació territorial d'Ingúixia respecte a l'antiga república comuna amb Txetxènia l'any 1991, i sempre ha estat partidari d'una solució dialogada al conflicte entre els rebels txetxens i la Federació Russa. Tingué un destacat paper com a negociador en els violents assalts del teatre Dubrovka i l'escola de Beslan. A Beslan aconseguí l'alliberament de 26 mares amb alguns des seus fills, obrint una via de negociació posteriorment estroncada.